# 拉布瓦西耶尔 (马耶讷省)
拉布瓦西耶尔（法語：La Boissière，法語發音：[la bwasjɛʁ] ⓘ）是法国马耶讷省的一个市镇，属于贡捷堡区。

## 地理
拉布瓦西耶尔（47°46'54"N, 0°58'57"W）面积6.32 平方千米，位于法国卢瓦尔河地区大区马耶讷省，该省份为法国西北部内陆省份，北起芒什省和奧恩省，西接伊勒-维莱讷省，南至曼恩-卢瓦尔省，东临萨尔特省。
与拉布瓦西耶尔接壤的市镇（或旧市镇、城区）包括：布耶梅纳尔、布尚莱克朗、勒纳泽、蓝色安茹地区瑟格雷、翁布雷当茹。
拉布瓦西耶尔的时区为UTC+01:00、UTC+02:00（夏令时）。

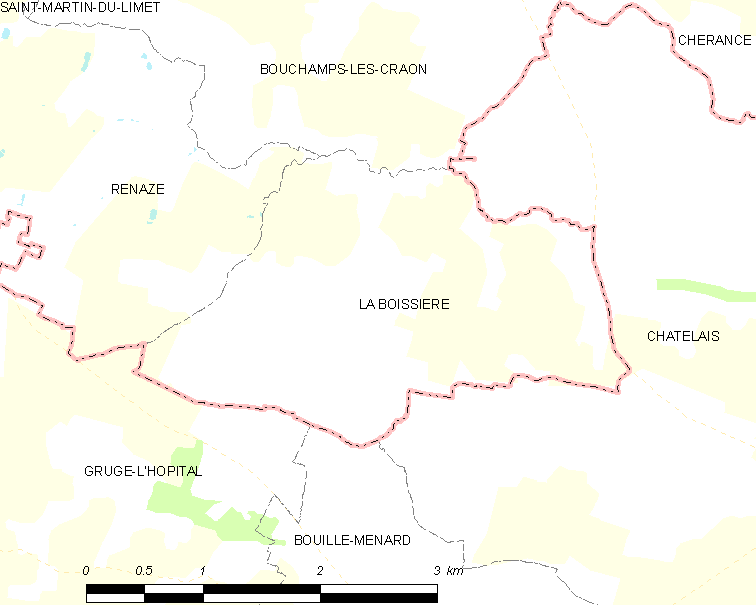
拉布瓦西耶尔的OSM定位图

## 行政
拉布瓦西耶尔的邮政编码为53800，INSEE市镇编码为53033。

## 政治
拉布瓦西耶尔所属的省级选区为科塞勒维维安县。

## 人口

1962-2008年间拉布瓦西耶尔人口变化图示

拉布瓦西耶尔于2022年1月1日时的人口数量为116人。